# آرثر ماثيو ويلد داونينغ
آرثر ماثيو ويلد داونينغ (13 أبريل 1850 – 8 ديسمبر 1917)، عالم رياضيات وفلكي أيرلندي وزميل الجمعية الملكية الفلكية. من أبرز مساهماته في علم الفلك هو حساب مواقع وحركات الأجرام الفلكية، بالإضافة إلى كونه أحد مؤسسي الجمعية الفلكية البريطانية.

## حياته المبكرة وتعليمه
وُلد آرثر ماثيو ويلد داونينغ في مقاطعة كارلو في 13 أبريل 1850، وكان الابن الأصغر لآرثر ماثيو داونينغ وماري ويلد. التحق بمدرسة نوتغروف بالقرب من راثفارنهام في دبلن، حيث تلقى تعليمه تحت إشراف فيليب جونز. بعد ذلك، واصل دراسته في كلية ترينيتي في دبلن منذ عام 1866، حيث حصل على منحة دراسية في العلوم وتخرج بدرجة البكالوريوس في الآداب عام 1871 مع ميدالية ذهبية في الرياضيات. لاحقًا، حصل داونينغ على درجة الماجستير عام 1881، ودرجة الدكتوراه الفخرية في العلوم عام 1893.

## مسيرته المهنية
بدأ آرثر ماثيو ويلد داونينغ عمله كمساعد في المرصد الملكي في غرينتش في 17 يناير 1873. كان مسؤولًا في البداية عن المخطوطات والمكتبة، ثم عن قسم التوقيت، وبعد ذلك عن حسابات الدائرة الفلكية. تضمنت مجالات دراسته نظام الإحداثيات الأفقية (altazimuth) وكان أحد المراقبين الأربعة لعبور الدائرة الفلكية والإحداثيات الأفقية. في عام 1875، انتُخب زميلًا في الجمعية الملكية الفلكية، حيث قدّم 75 ورقة بحثية تناولت بشكل أساسي تصحيح الأخطاء في فهارس النجوم وحساب حركات الأجرام السماوية. في إحدى أوراقه البحثية، تعاون مع جورج جونستون ستوني لدراسة اضطرابات نيازك الأسديات، متوقعًا ومفسرًا قلة زخات النيازك عام 1899.
شغل داونينغ منصب مدير مكتب التقويم البحري لصاحبة الجلالة من عام 1891 حتى تقاعده في عام 1910. انتُخب زميلًا في الجمعية الملكية في يونيو 1896. وتعاون مع نظيره الأمريكي سيمون نيوكومب في وضع معيار دولي للثوابت الفلكية.
كان داونينغ أحد مؤسسي الجمعية الفلكية البريطانية، وداعمًا متحمسًا لها خلال سنواتها الأولى. قدّم دعمًا كبيرًا لعلم الفلك الهواة من خلال عمله، حيث شغل منصب نائب الرئيس (1890–1891) ثم رئيس الجمعية (1892–1894). كما شغل منصب سكرتير الجمعية الملكية الفلكية (1889–1892) ونائب رئيسها (1893–1895).

## حياته الخاصة
تزوج داونينغ من إلين جين داونينغ، ولديهما ابنة واحدة.

## وفاته
توفي داونينغ فجأة بسبب مرض القلب في 8 ديسمبر 1917 في منزله الواقع في 30 شارع نيو أوكسفورد، بلومزبري. تم حرق جثمانه في محرقة غولدرز غرين في 13 ديسمبر 1917.